# Spaanse Synagoge (Praag)
De Spaanse Synagoge (Tsjechisch:Španělská synagoga; Hebreeuws: בית הכנסת הספרדי) is een van de zes synagoges in de Praagse wijk Josefov.
De synagoge ligt in de straat Dušní en werd gebouwd in 1868 op de plek van de waarschijnlijk oudste synagoge van Praag, de Altshul, en naast de rooms-katholieke Heilige Geestkerk. Het gebouw is opgetrokken in zogenaamde Moorse revivalstijl, net als bijvoorbeeld de Nieuwe Synagoge in Berlijn. De architecten waren Vojtěch Ignác Ullmann en Josef Niklase. Zij lieten zich bij de bouw inspireren door het Alhambra in de Spaanse stad Granada. De synagoge heeft fraaie, kleurrijke glas-in-loodramen uit 1893, die werden ontworpen door A. Baum en B. Münzberger.
Na de Tweede Wereldoorlog werd het gebouw tijdelijk gebruikt als opslagplaats van zaken van de Joodse gemeenschap, zoals inventarissen van gesloten synagogen. In 1955 kwam het gebouw in handen van het Joods Museum, waarna het van 1958 tot 1959 van binnen grondig werd gerestaureerd. In de jaren zeventig werd het gebouw verwaarloost en in 1982 werd het definitief gesloten. Een complete restauratie kwam er na de Fluwelen Revolutie en in 1998 werd het gebouw in zijn oude glorie opnieuw opgeleverd. Tegenwoordig is het gebouw onderdeel van het Joods Museum in Praag. Er wordt specifiek aandacht besteed aan de geschiedenis van Tsjechische en Moravische Joden van de 18e eeuw tot 1945. Een deel van de collectie bestaat uit zilveren voorwerpen uit Tsjechië en Moravië.
De synagoge wordt iedere sjabbat gebruikt voor diensten.

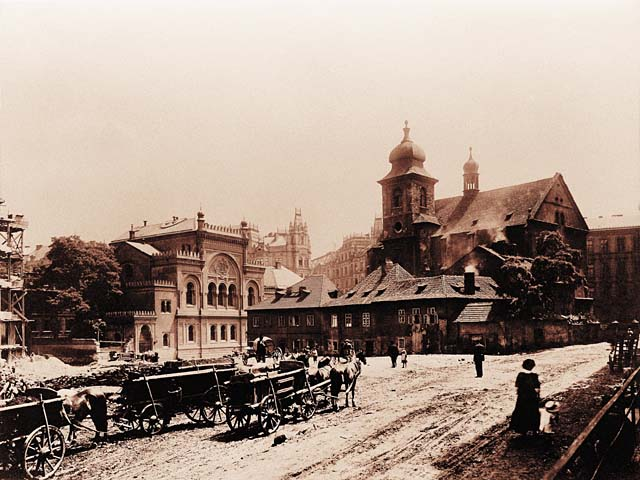
De synagoge in 1912
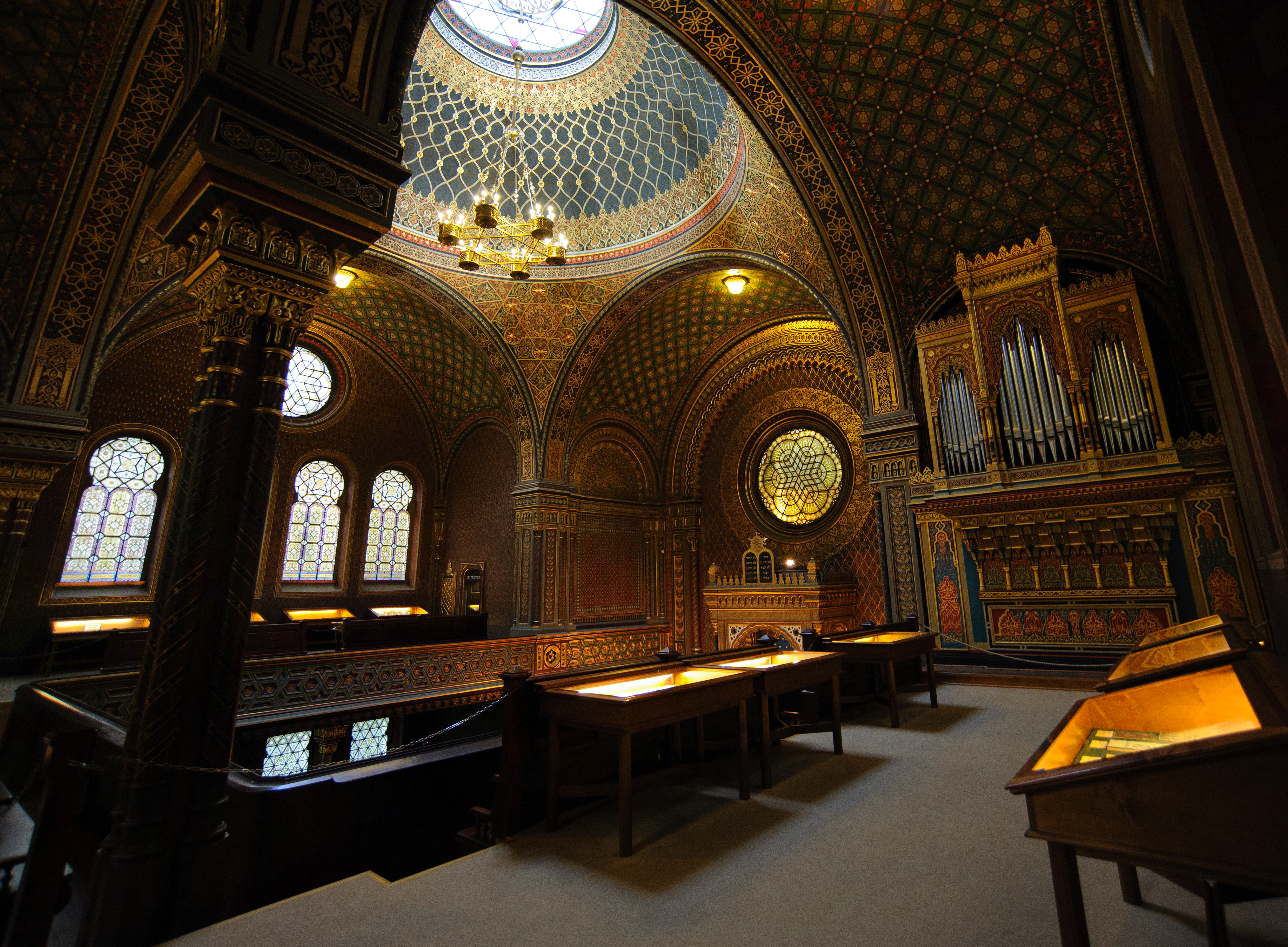
Galerij met orgel en koepel
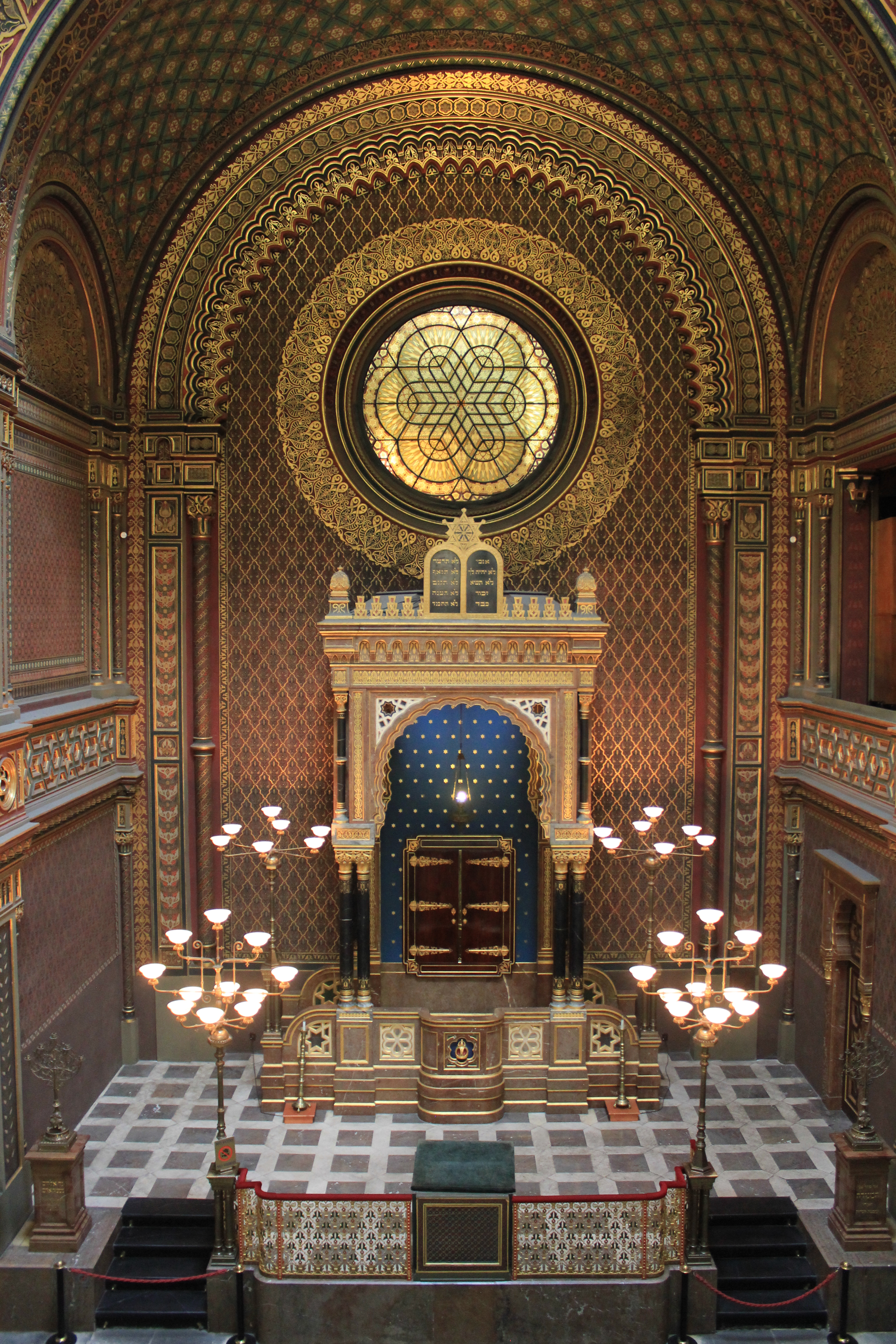
Aron hakodesj
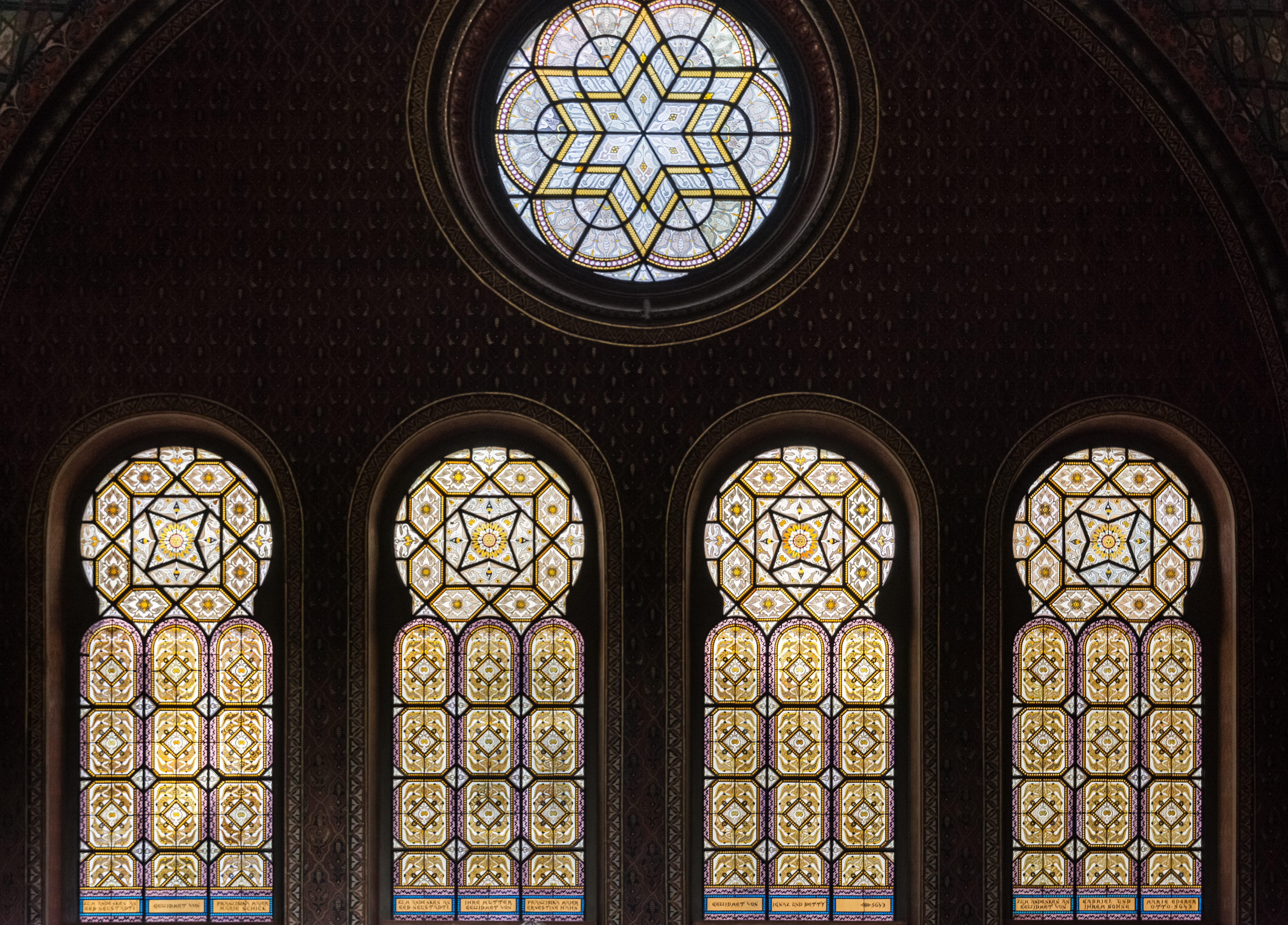
Glas-in-loodramen
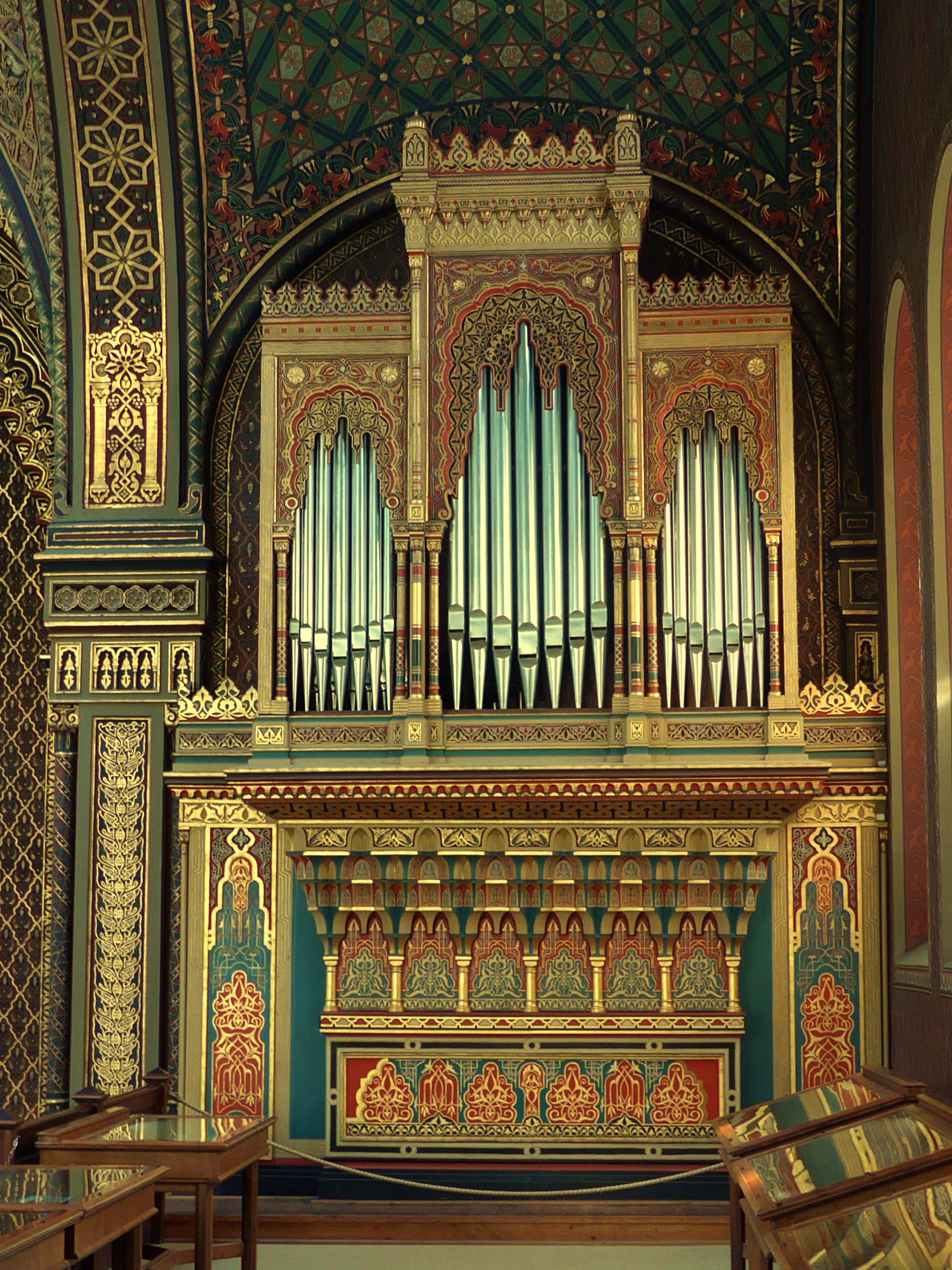
Orgel